# Purr
Purr est un groupe de post-rock originaire de Paris actif de 1995 à 2001.

## Biographie
Purr se forme à Paris en mars 1995, influencé par le post-rock de Tortoise et de Slint, ou le rock noise de Sonic Youth.  
Le groupe enregistre lors de l'été suivant sa première démo qui sera relayée par quelques fanzines ainsi que la revue Magic. Cet enregistrement lui permet en janvier 1996 de donner un concert dans un squat du 20ème arrondissement de Paris en première partie du groupe lyonnais Bästard!. Présent dans l'assistance, Nicolas Laureau (Prohibition) repère le groupe et lui propose d'enregistrer un 45 tours sur son label Prohibited Records.
Le single Trust / Apple Juice voit alors le jour en septembre 1996, Purr enchaine quelques concerts en première partie de Sloy, Blonde Redhead, Chokebore ou Folk Implosion.
En juin 1997, le groupe enregistre au Studio Black Box à Angers son premier album : Whales Lead To The Deep Sea, produit par Nicolas Laureau et enregistré par Peter Demeil.
À la suite de la sortie du disque, le groupe tourne en France notamment en première partie de Mogwai, June of 44, OP8, Blonde Redhead, Prohibition, Oxbow ou Yo La Tengo... 
En avril 2000, Purr enregistre leur second album Open Transport qui contient des textes en français. Enregistré une nouvelle fois au Studio Black Box, c'est désormais Luke Sutherland (Long Fin Killie, Mogwaï) qui est à la production. 
L’album est moins bien accueilli que son prédécesseur. Après une tournée de concerts en France, Italie, Espagne, Belgique et Suisse, le groupe se sépare en 2001.

## Après Purr
Thomas Mery continue sa carrière en solo et sort les albums A Ship, Like A Ghost, Like A Cell en 2006 et Les Couleurs, Les Ombres en 2011.
Stéphane Bouvier a rejoint Luke.
Jérôme Lorichon joue dans The Berg Sans Nipple.

## Membres
- Thomas Mery : chant, guitare
- Stéphane Bouvier : basse
- Jérôme Lorichon : batterie

## Discographie
- 1996 : Trust / Apple Juice (45tours) - Prohibited Records
- 1997 : Whales Lead to the Deep Sea - Prohibited Records
- 2000 : Open Transport - Prohibited Records